# 4-та кавалерійська дивізія (Третій Рейх)
4-та кавалерійська дивізія (Третій Рейх) (нім. 4. Kavallerie-Division) — кавалерійська дивізія Вермахту в роки Другої світової війни.

## Історія
4-та кавалерійська дивізія сформована 23 лютого 1945 шляхом перейменування 4-ї кавалерійської бригади. У березні 1945 року, разом з 3-тю кавалерійською дивізією 1-го німецького кінного корпусу генерала кінноти Г. Гартенека брала участь у наступі Вермахту «Фрюлінгсервахен» на території Угорщини. Після провалу операції, під ударами радянських військ відступила на захід до Австрії, де врешті-решт капітулювала британським військам поблизу Маутерндорфа в районі Граца.

## Райони бойових дій
- Угорщина, Австрія (лютий — травень 1945).

## Командування

### Командири
- Генерал-лейтенант Рудольф Гольсте (нім. Rudolf Holste) (23 лютого — 24 березня 1945).
- Генерал-лейтенант Гельмут фон Грольман (нім. Helmuth von Grolman) (24 березня — 8 травня 1945).

### Підпорядкованість
| Час      | Корпус                          | Армія              | Група армій (округ)   | Штаб     |
| -------- | ------------------------------- | ------------------ | --------------------- | -------- |
| 1945     |                                 |                    |                       |          |
| березень | 8-й угорський армійський корпус | 6-та армія         | Група армій «Південь» | Угорщина |
| квітень  | 1-й кавалерійський корпус       | 2-га танкова армія | Група армій «Південь» | Штирія   |
| травень  | 1-й кавалерійський корпус       | 2-га танкова армія | Група армій «F»       | Штирія   |

### Склад
| Весна 1945                       |
| -------------------------------- |
| 5-й рейтарський полк             |
| 41-й рейтарський полк            |
| 870-й артилерійський полк        |
| 70-й дивізіон винищувачів танків |
| 387-й загін зв'язку              |
| 70-й загін забезпечення          |

## Нагороджені дивізії
Нагороджені дивізії
|  | Кавалери Нагрудного знаку ближнього бою в золоті                                                           | 1                                                                                               |
|  | Кавалери Золотого Німецького Хреста                                                                        | 15                                                                                              |
|  | Кавалери Лицарського хреста Залізного хреста з Дубовим листям                                              | 2 (№ 561 оберст Рудольф Гольсте — 27.08.1944 № 730 ротмістр Георг фон Плеттенберг — 05.02.1945) |
|  | Кавалери Лицарського хреста Залізного хреста                                                               | 9                                                                                               |
|  | Кавалери Почесної застібки Сухопутних військ «Почесна застібка на орденську стрічку для Сухопутних військ» | 11                                                                                              |

- Нагороджені Сертифікатом Пошани Головнокомандувача Сухопутних військ (1)